# Нулви
Ну̀лви (на италиански: Nulvi; на сардински: Nujvi, Нуйви) е малко градче и община в Южна Италия, провинция Сасари, автономен регион и остров Сардиния. Разположено е на 478 m надморска височина. Населението на общината е 2877 души (към 2010 г.).